# Karol Jabłoński
Karol Jabłoński (25 août 1962 à Giżycko) est un skipper polonais et pilote de char à glace, de catégorie Classe DN. Entre 1992 et 2004, il est 7 fois champion du monde de char à glace et 4 fois vice-champion du monde de la discipline. 

## Palmarès en char à voile

### Championnats du monde de char à glace
- Médaille d'argent en 2004, Balaton,  Hongrie
- Médaille d'or en 2003, Lac Champlain,  États-Unis
- Médaille d'argent en 2002, Haapsalu,  Estonie
- Médaille d'or en 2001, Baie de Saginaw,  États-Unis
- Médaille d'or en 2000, Hjälmaren,  Suède
- Médaille d'or en 1997, Lac Sainte-Claire,  États-Unis
- Médaille d'or en 1996,  Autriche
- Médaille d'or en 1995, Montréal,  Canada
- Médaille d'argent en 1994, Nieporęt,  Pologne
- Médaille d'argent en 1993, Léman,  Suisse
- Médaille d'or en 1992, Årsunda,  Suède

### Championnats d'Europe de char à glace
- Médaille d'or en 2011, Kuressaare,  Estonie[1]

## Autres courses

### Match racing
- 2004 -  2e
- 2003 -  3e
- 2002 -  Champion du Monde

### Coupe Louis-Vuitton
- Il est le skipper du défi espagnol pour la Coupe Louis-Vuitton 2007.
- En 2009 et 2010, avec Team Synergy, il participe au Trophée Louis-Vuitton.

### Mumm 36 World Championships
- 1999 - 1er avec Thomas I Punkt